# Ministère des Technologies de la communication
Le ministère des Technologies de la communication (arabe : وزارة تكنولوجيات الإتصال) est un ministère tunisien créé le 10 novembre 2004. Depuis, il continue d'exister, sauf entre le 27 janvier et le 24 décembre 2011 ; un secrétaire d'État est consacré aux technologies de l'information et de la communication (TIC) durant cette période.

## Histoire
Le poste de secrétaire d'État à l'Informatique, rattaché au Premier ministre, existe dès 1995. Le professeur Mohamed Ben Ahmed en est le premier titulaire.
Le 24 janvier 2001, une première référence aux TIC est faite au sein du ministère des Technologies de la communication et du Transport ; le secrétaire d'État est alors rattaché à ce dernier.
Le 10 novembre 2004, le ministère des Technologies de la communication et du Transport est scindé en deux : c'est ainsi que la première instance ministérielle liée aux TIC voit le jour.

## Missions et attributions
Le ministère réglemente, planifie et contrôle le secteur des technologies de l'information et de la communication afin de permettre au pays d'acquérir les nouvelles technologies. Il soutient le développement et attire l'investissement tant national qu'international et encourage les efforts d'exportation et la compétitivité des entreprises tunisiennes.

## Organisation
- Cabinet
- Comités
- Inspection générale des technologies de l'information et de la communication
- Directions générales

## Établissements sous tutelle
- Office national de télédiffusion
- Office national des postes
- Agence tunisienne d'Internet
- Centre d'études et de recherches des télécommunications
- Centre national de l'informatique
- Agence nationale de certification électronique
- Agence nationale des fréquences
- Centre d'information, de formation, de documentation et d'études en technologies des communications
- Pôle technique El Ghazala des technologies de la communication
- Agence nationale de la cybersécurité

## Ministre
Le ministre des Technologies de la communication est nommé par le président de la République tunisienne sur proposition du chef du gouvernement. Il dirige le ministère et participe au Conseil des ministres.

### Historique
L'Office tunisien des postes et des télégraphes, ancêtre du ministère des Technologies de l'Information et des Communications, est créé par le décret beylical du 11 juin 1888, pendant le protectorat français de Tunisie. Sa tâche est précisée dans son article premier : 
« L'Office tunisien est seul autorisé à effectuer le transport des dépêches expédiées pour le service de l'État, des lettres particulières cachetées ou non, et généralement de tout objet manuscrit dans les conditions et avec les exceptions spécifiées dans les lois et règlements de l'administration de France. L'Office tunisien est en même temps chargé de la construction et de l'exploitation des télégraphes. Aucune ligne ne peut être établie ou employée à des transmissions, de quelque nature qu'elles soient, sans son autorisation. »
L'Office tunisien des postes et des télégraphes est l'un des quatre ministères, avec l'Enseignement, les Finances et les Travaux publics, qui restent aux mains des administrateurs français jusqu'à la promulgation de l'autonomie interne en 1955. Les titulaires du poste sont nommés par le résident général de France en Tunisie. Ce sont de hauts fonctionnaires, désignés en fonction de leurs compétences et non d'une appartenance à un parti quelconque. Ils siègent au Conseil des ministres aux côtés des ministres tunisiens.
Les directeurs généraux successifs sont :
- Victor-Marie Cheylus (1888-1899)
- Désiré-Émile Jacques (1899-1901)[4]
- Émile Mazoyer (1901-1908)
- Aimé-Eugène Barbarat (1908-1924)[5]
- Jules Dupont (1924-1935)
- Jean-Baptiste Durand (1935-?)[6]
- Jean Dèzes (1941-1953)[7]
- André Blanchard (1953-1955)[8]

### Liste
| Image | Nom                                                                          | Parti       |  | Gouvernement                                         | Début du mandat  | Fin du mandat    |
| ----- | ---------------------------------------------------------------------------- | ----------- |  | ---------------------------------------------------- | ---------------- | ---------------- |
|       | Sadok Rabah (regroupement des ministères du Transport et des Communications) | RCD         |  | Gouvernement Ghannouchi I                            | 5 septembre 2002 | 10 novembre 2004 |
|       | Montasser Ouaïli                                                             | RCD         |  | Gouvernement Ghannouchi I                            | 10 novembre 2004 | 3 septembre 2007 |
|       | El Hadj Gley                                                                 | RCD         |  | Gouvernement Ghannouchi I                            | 3 septembre 2007 | 14 janvier 2010  |
|       | Mohamed Naceur Ammar                                                         | RCD         |  | Gouvernement Ghannouchi I Gouvernement Ghannouchi II | 14 janvier 2010  | 27 janvier 2011  |
|       | Mongi Marzouk                                                                | Ennahdha    |  | Gouvernement Jebali Gouvernement Larayedh            | 24 décembre 2011 | 29 janvier 2014  |
|       | Tawfik Jelassi                                                               | Indépendant |  | Gouvernement Jomaa                                   | 29 janvier 2014  | 6 février 2015   |
|       | Noomane Fehri                                                                | Afek Tounes |  | Gouvernement Essid                                   | 6 février 2015   | 27 août 2016     |
|       | Anouar Maârouf                                                               | Ennahdha    |  | Gouvernement Chahed                                  | 27 août 2016     | 27 février 2020  |
|       | Mohamed Fadhel Kraiem                                                        | Indépendant |  | Gouvernement Fakhfakh Gouvernement Mechichi          | 27 février 2020  | 2 août 2021      |
|       | Nizar Ben Néji                                                               | Indépendant |  | Gouvernement Bouden/Hachani/Madouri                  | 2 août 2021      | 25 août 2024     |
|       | Sofiène Hemissi                                                              | Indépendant |  | Gouvernement Madouri/Zaafrani                        | 25 août 2024     | en cours         |

## Secrétaires d'État
- 1970 : Habib Ben Cheikh (secrétaire d'État auprès du ministre des Travaux publics et des communications chargé des Postes, Télégraphes et Téléphones)
- 1970-1971 : Habib Ben Cheikh
- 1977-1979 : Arbi Mallakh
- 1979-1983 : Brahim Khouaja (secrétaire d'État chargé des Postes, Télégraphes et Téléphones)
- 2001-2004 : Ahmed Mahjoub (secrétaire d'État chargé de l'Informatique)
- 2004-2008 : Khadija Ghariani
- 2008-2011 : Lamia Chafei Seghaier (secrétaire d'État chargée des Technologies de l'information, d'Internet et des Logiciels libres)
- 2011 : Sami Zaoui (secrétaire d'État auprès du ministre de l'Industrie et de la Technologie chargé des Technologies de la communication)
- 2011 : Adel Gaâloul (secrétaire d'État auprès du ministre de l'Industrie et de la Technologie chargé des Technologies de la communication)
- 2016-2018 : Habib Debbabi (secrétaire d'État chargé de l'Économie numérique)